# Пасіад

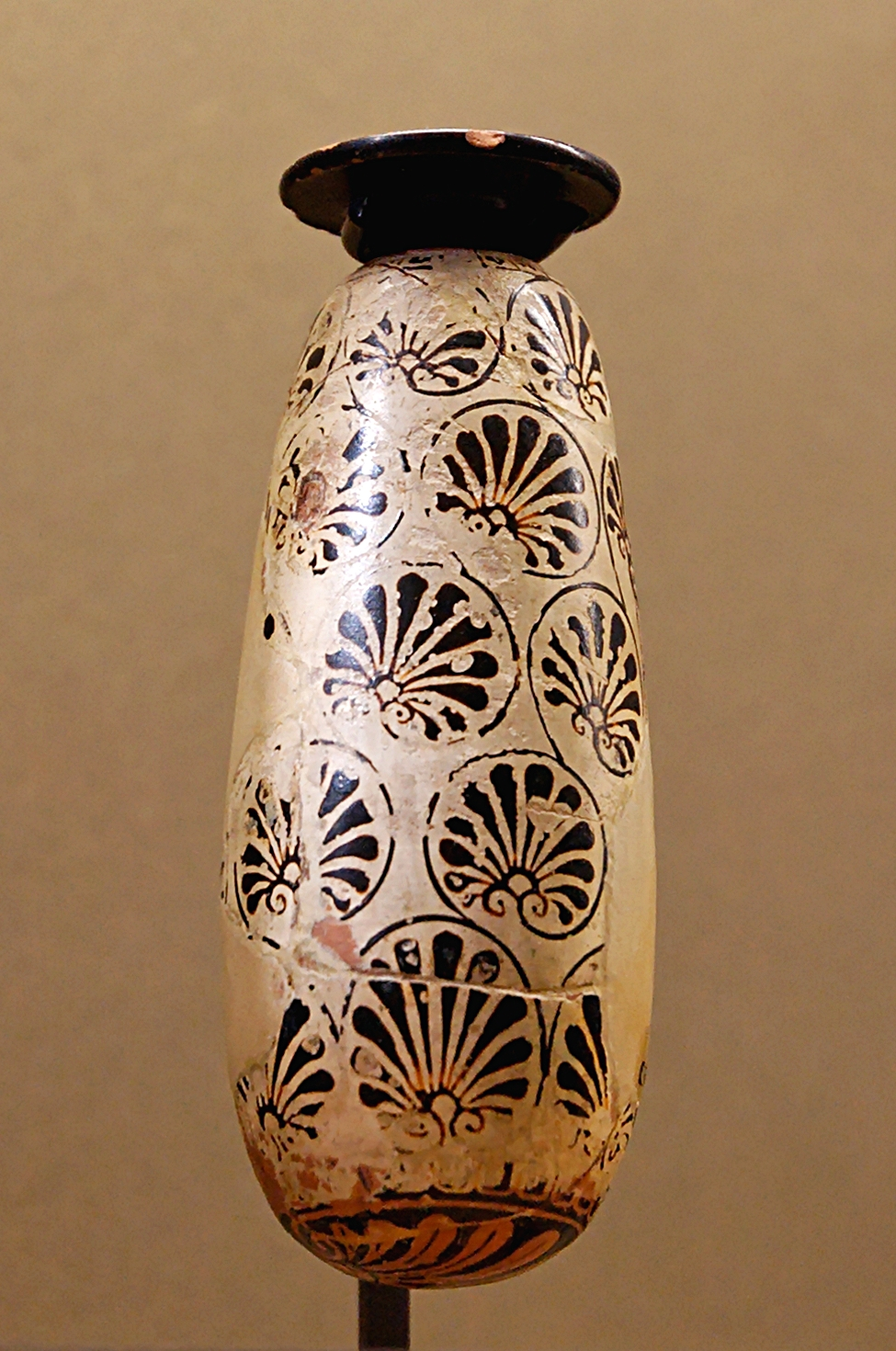
Алабастрон роботи Пасіада. Близько 540 до н. е., Лувр

Пасіад — давньогрецький гончар і вазописець останньої чверті VI століття до н. е.
З його робіт збереглося три алабастрона і два фрагменти лекіфів, виконаних у техніці по білому фону. На алабастронах стоїть підпис Пасіада як гончара, а на лекіфах — як вазописця.